# Moullava spicata
Moullava spicata là một loài thực vật có hoa trong họ Đậu. Loài này được (Dalzell) Nicolson miêu tả khoa học đầu tiên.

## Hình ảnh

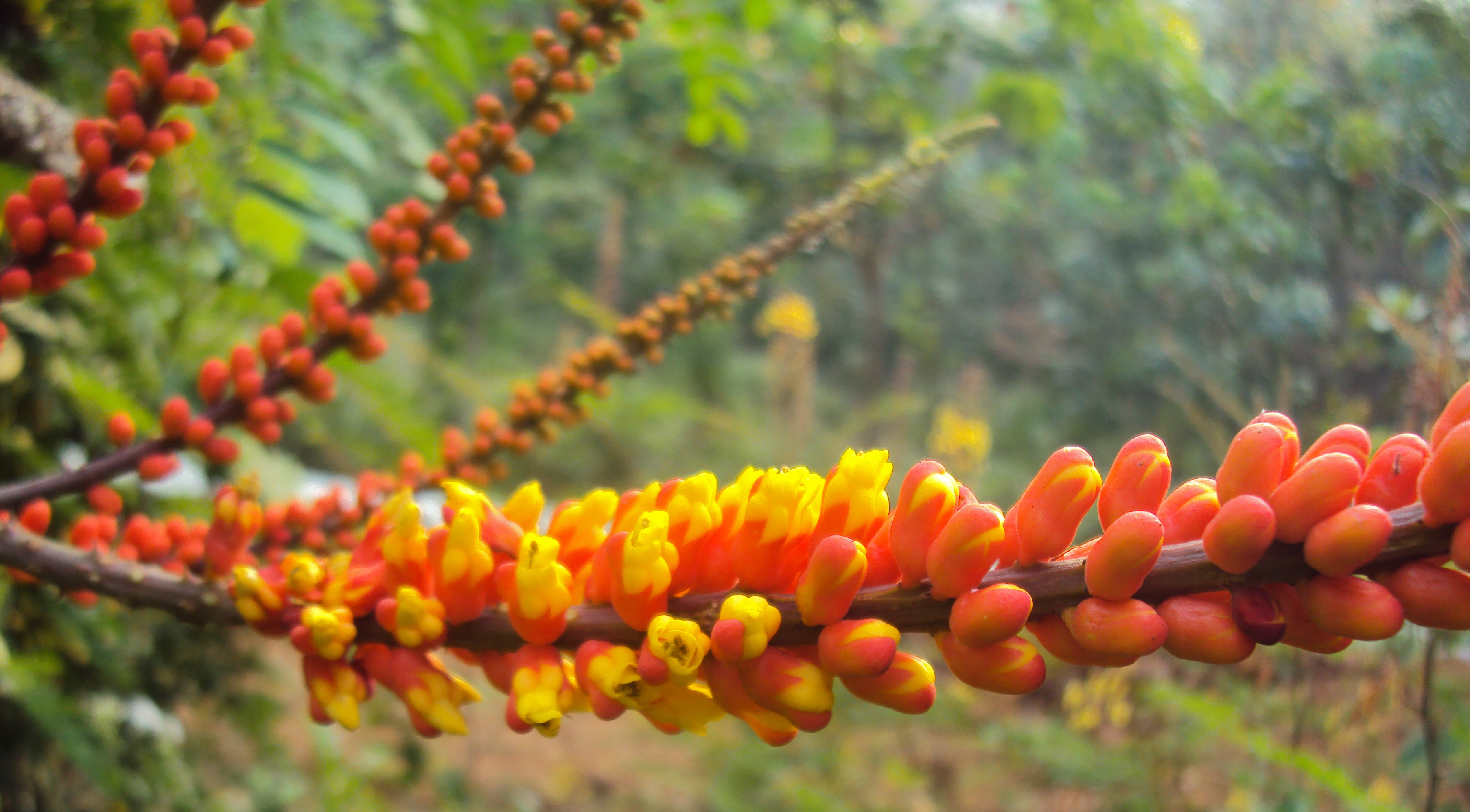
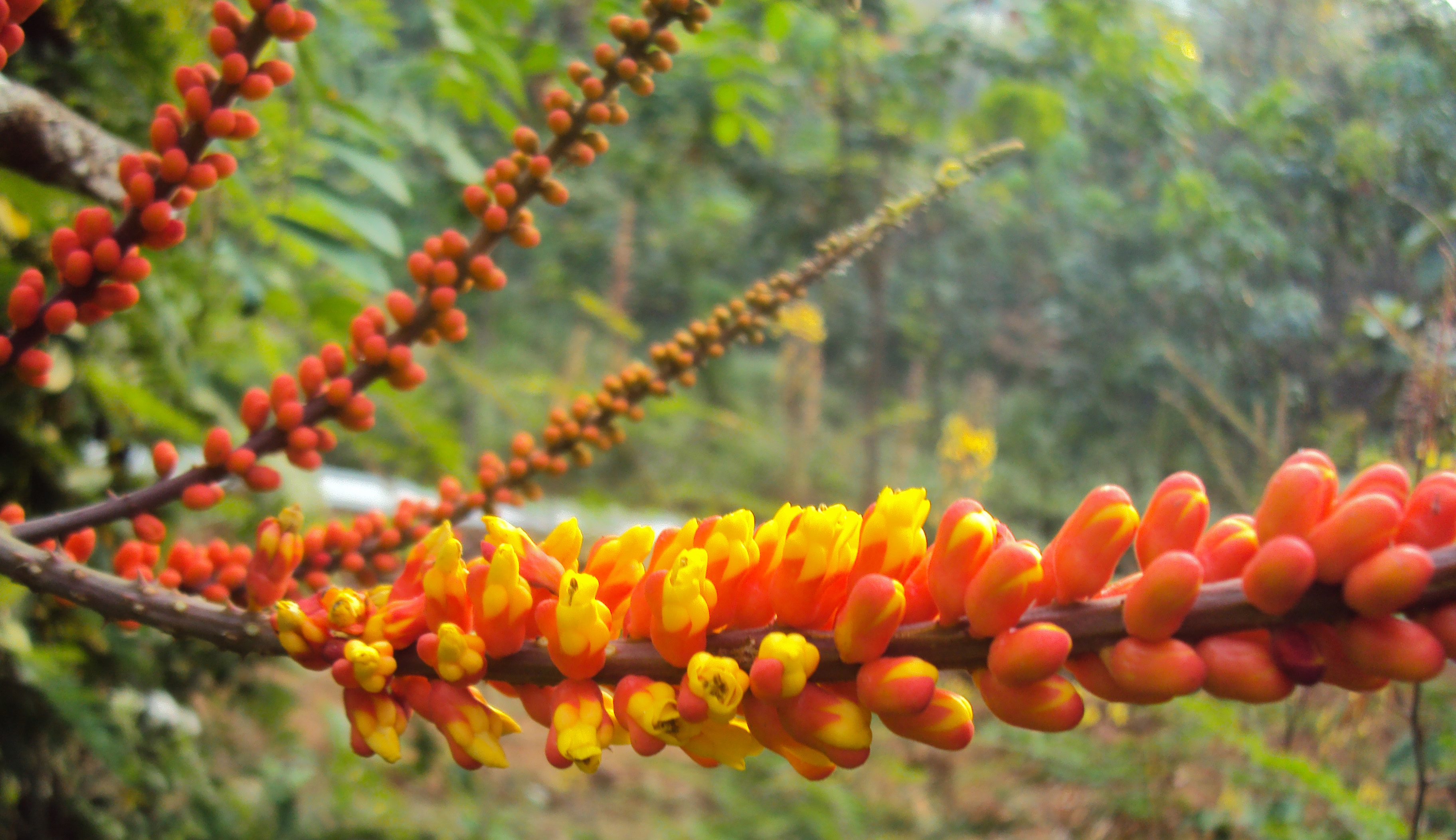
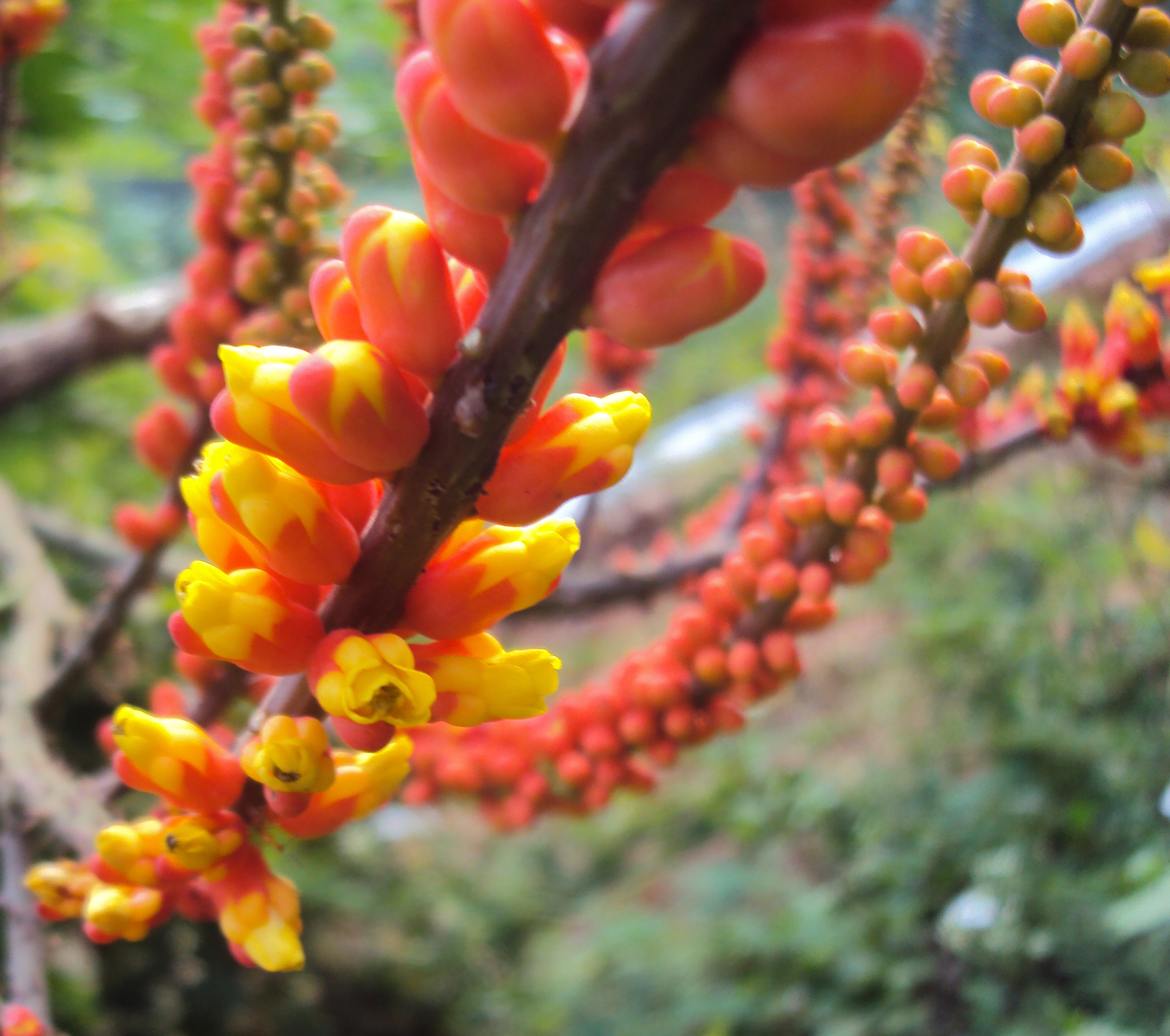
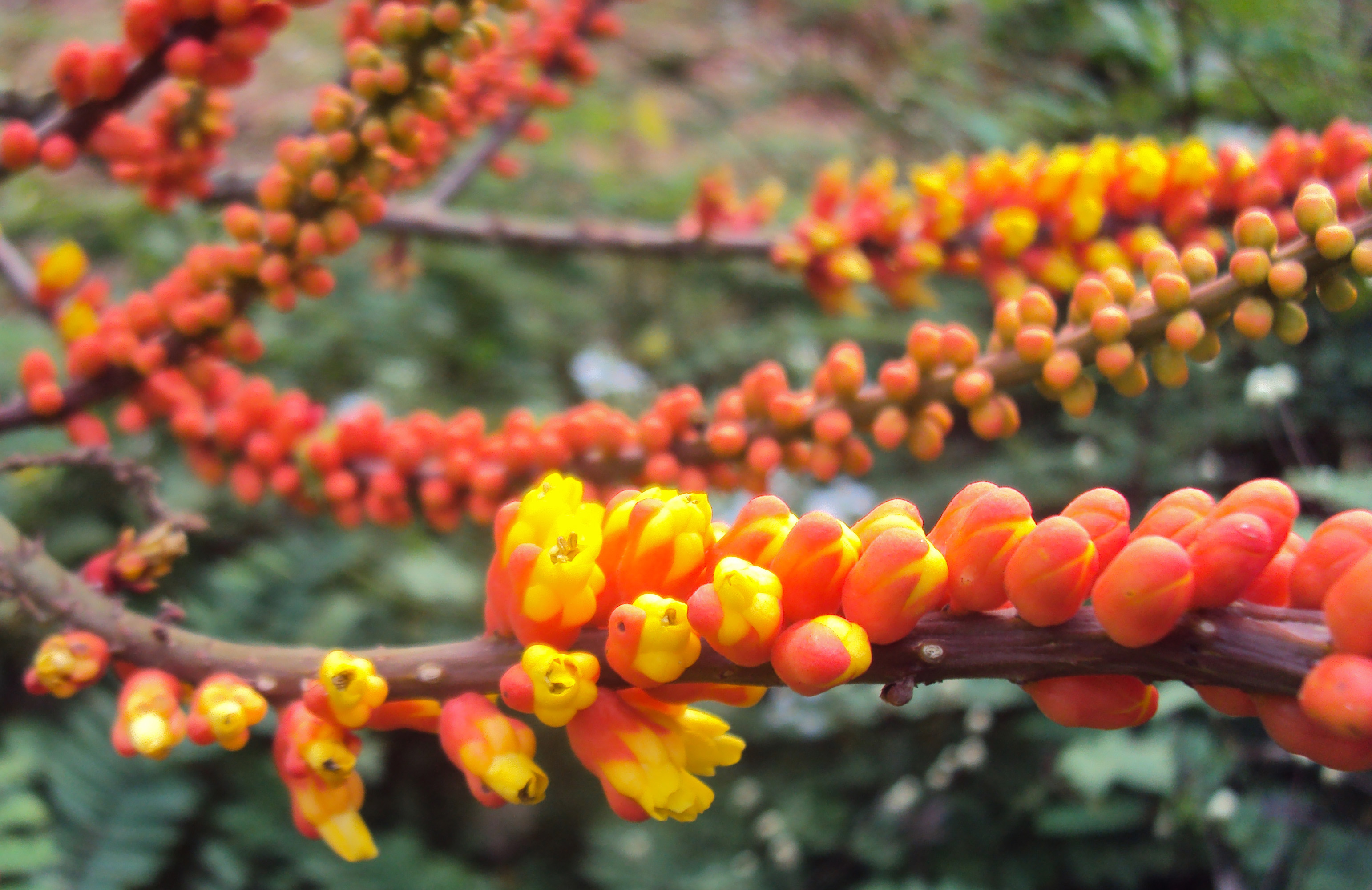